# Er weckt mich alle Morgen

Er weckt mich alle Morgen im Evangelischen Gesangbuch, EG 452

Er weckt mich alle Morgen ist ein von Jochen Klepper (1903–1942) geschaffenes Gedicht, das in Rudolf Zöbeleys Vertonung aus dem Jahr 1941 Eingang in zahlreiche Gesangbücher gefunden hat.

## Inhalt
Das am 12. April 1938 entstandene Gedicht erschien 1938 in dem Band Kyrie. Geistliche Lieder unter dem Titel Morgenlied. Klepper schickte ihm programmatisch den Bibelvers voraus:

„Er weckt mich alle Morgen; er weckt mir das Ohr, daß ich höre wie ein Jünger. Der Herr hat mir das Ohr geöffnet; und ich bin nicht ungehorsam und gehe nicht zurück. Denn ich weiß daß ich nicht zuschanden werde. Er ist nahe, der mich gerecht spricht. (Jes 50,4–8 )“

Kleppers Tagebucheintrag vom 12. April 1938 ist dieses Bibelwort ebenfalls vorangestellt, und er schreibt weiter:

„Weicher, glänzender Tag. Meine kleinen Osterbesorgungen für Mutter, Frau und Töchter. In unserem alten Garten in der Seestraße blühen die alten Kirschbäume so schön. […] Ich schrieb heute ein Morgenlied über Jesaja 50, 4.5.6.7.8, die Worte, die mir den ganzen Tag nicht aus dem Ohr gegangen waren.“

Klepper gestaltet aus diesem dritten Gottesknechtslied ein Schöpfungslied.

## Text
1. Er weckt mich alle Morgen;

er weckt mir selbst das Ohr.

Gott hält sich nicht verborgen,

führt mir den Tag empor,

daß ich mit seinem Worte

begrüß’ das neue Licht.

Schon an der Dämmerung Pforte

ist er mir nah und spricht.

2. Er spricht wie an dem Tage,

da er die Welt erschuf.

Da schweigen Angst und Klage;

nichts gilt mehr als sein Ruf!

Das Wort der ewigen Treue,

die Gott uns Menschen schwört,

erfahre ich aufs neue

so wie ein Jünger hört.

3. Er will, daß ich mich füge.

Ich gehe nicht zurück.

Hab’ nur in ihm Genüge,

in seinem Wort mein Glück.

Ich werde nicht zuschanden,

wenn ich nur ihn vernehm’:

Gott löst mich aus den Banden!

Gott macht mich ihm genehm!

4. Er ist mir täglich nahe

und spricht mich selbst gerecht.

Was ich von ihm empfahe,

gibt sonst kein Herr dem Knecht.

Wie wohl hat’s hier der Sklave –

der Herr hält sich bereit,

daß er ihn aus dem Schlafe

zu seinem Dienst geleit’!

5. Er will mich früh umhüllen

mit seinem Wort und Licht,

verheißen und erfüllen,

damit mir nichts gebricht;

will vollen Lohn mir zahlen,

fragt nicht, ob ich versag’.

Sein Wort will helle strahlen,

wie dunkel auch der Tag!
Das Lied findet sich unter anderem im Evangelischen Gesangbuch (EG 452), im Mennonitischen Gesangbuch (MG 205), im Gesangbuch Feiern & Loben (FL 454), sowie im Reformierten Gesangbuch der deutschen Schweiz (RG 574). Im EKG Bayern von 1957 steht das Lied unter der Nummer 514 mit einer Melodie von Friedrich Högner.